# Glenea ochreomaculata
Glenea ochreomaculata là một loài bọ cánh cứng trong họ Cerambycidae.